# Римські статуї, що говорять

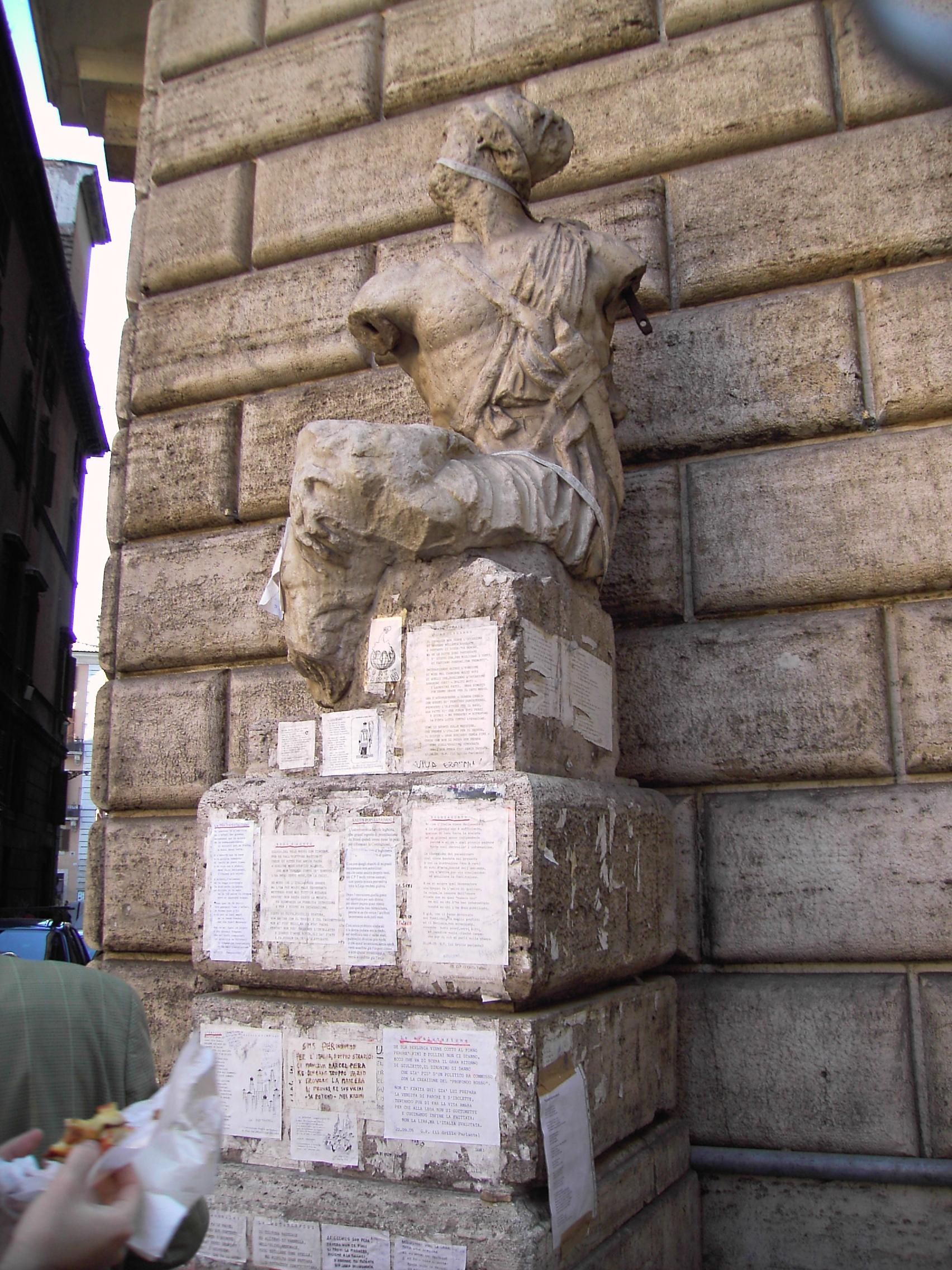
Пасквінська статуя

Римські «розмовляючі» статуї (італ. statue parlanti di Roma) — форма анонімного вираження думки народу про політичну ситуацію в Римі. Критика ладу та глав держави (переважно папства) у формі анонімних віршів і пасквілей приклеювалася до підніжжя кількох знаменитих римських статуй. Традиція веде свій початок із XVI століття і тривала донині.

## Статуї
1. Пасквінська статуя (Pasquino), зображує імовірно Менелая з тілом Патрокла. На її підніжжя у XVI столітті наклеювалися листівки, завдяки чому виникло слово пасквіль. Стоїть біля П'яцца Навона.
2. Марфоріо (Marforio) - зображує бородатого річкового бога або Океан.
3. Мадам Лукреція (Madame Lucrezia) - колосальний бюст в поганому стані, мабуть зображує єгипетську богиню Ісіду, її жрицю або імператрицю Фаустіну. Єдина жіноча «розмовляюча» статуя в Римі.
4. Абат Луїджі (Abate Luigi) - зображує невідомого римлянина в тозі магістрату.
5. Іль Баббуїно (Il Babbuino) — фонтан із зображенням відпочиваючого Сілена.
6. Іль Факкіно (Il Facchino, «Носильник») — єдина «розмовляюча» статуя, створена в новий час — в 1580 Якопо дель Конте. Зображує водоноса.

## Галерея

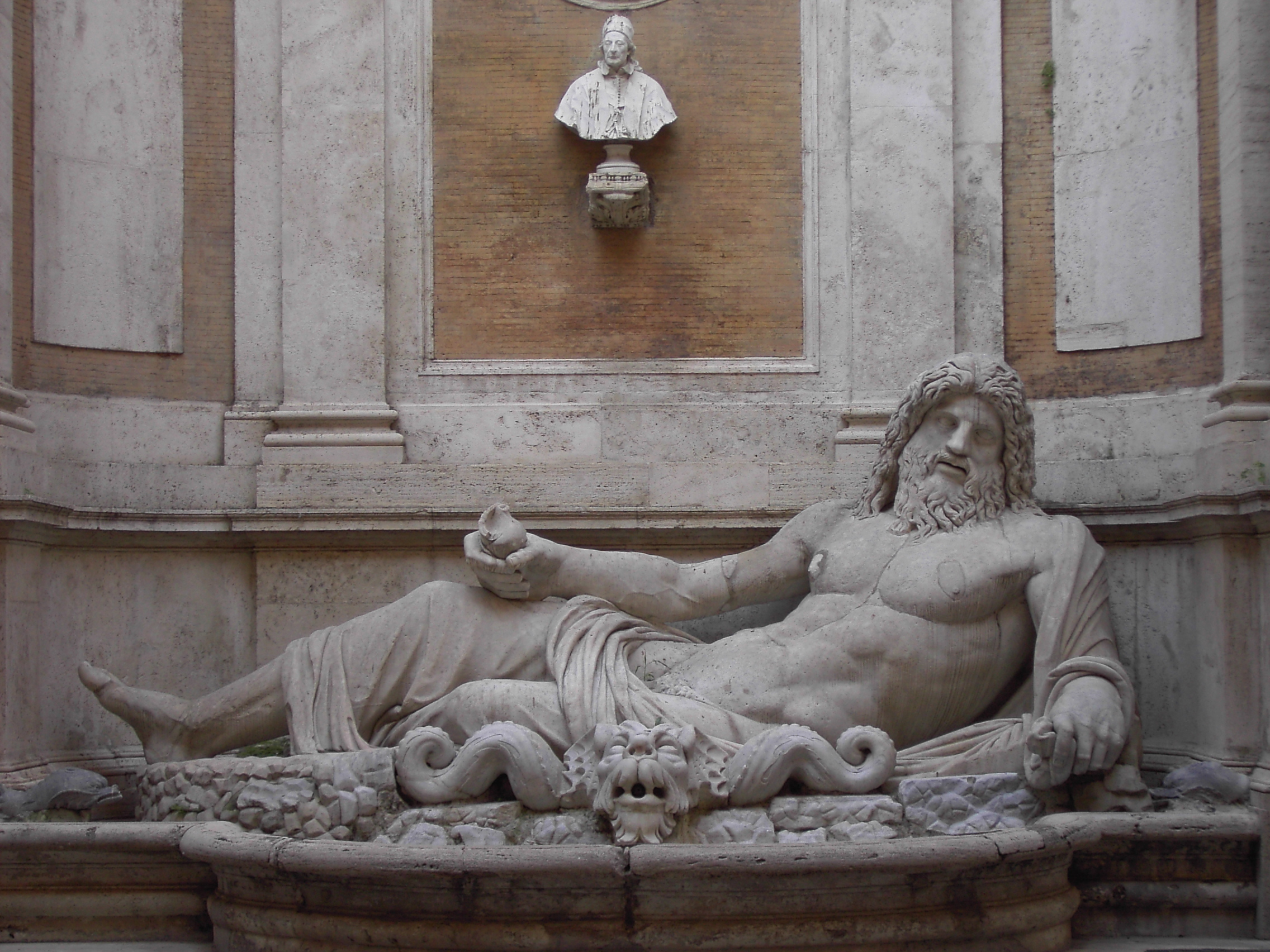
Статуя Марфоріо, Капітолійські музеї
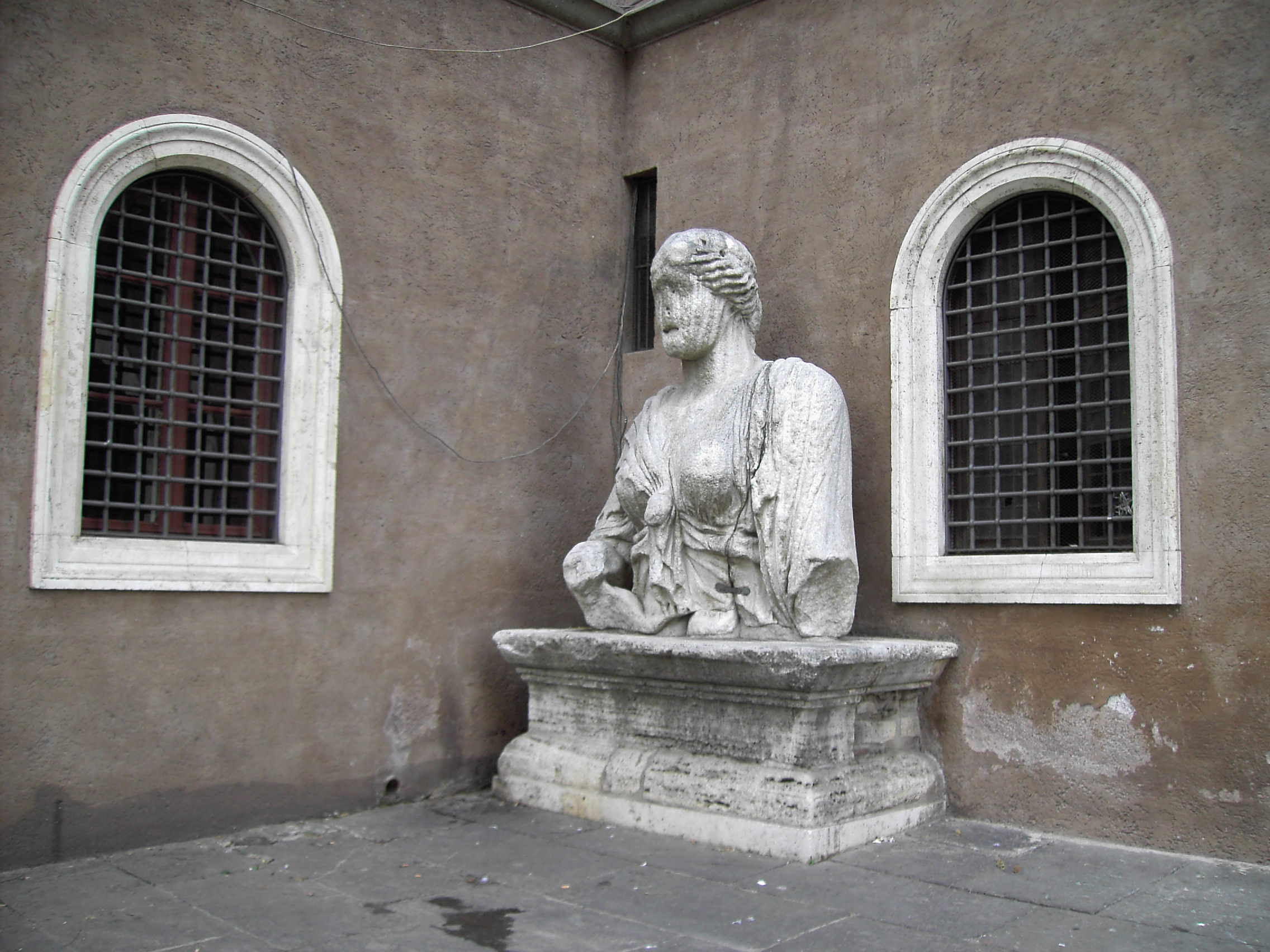
Мадам Лукреція, п'яцца Сан-Марко.
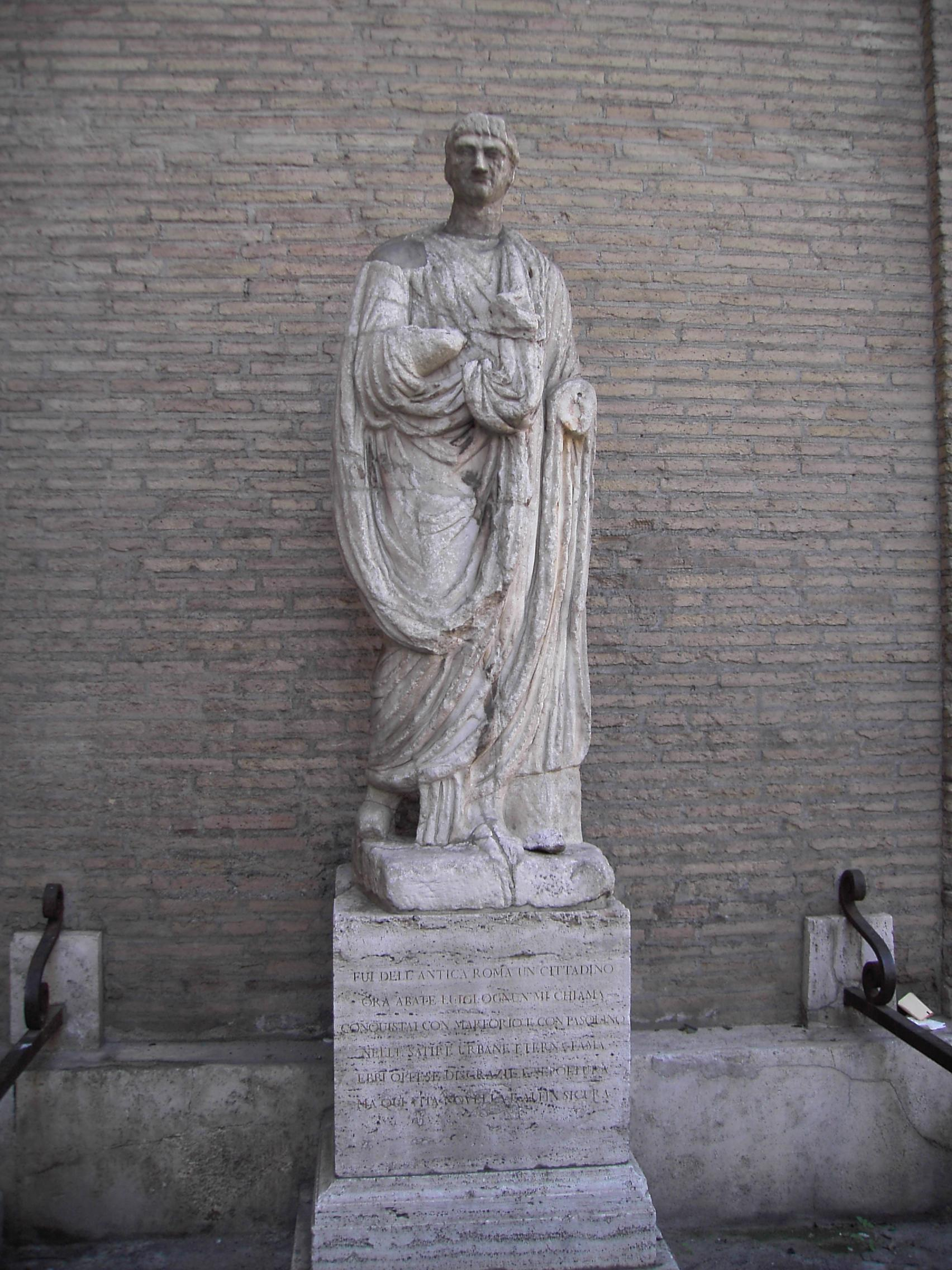
Абат Луїджі, п'яцца Відоні
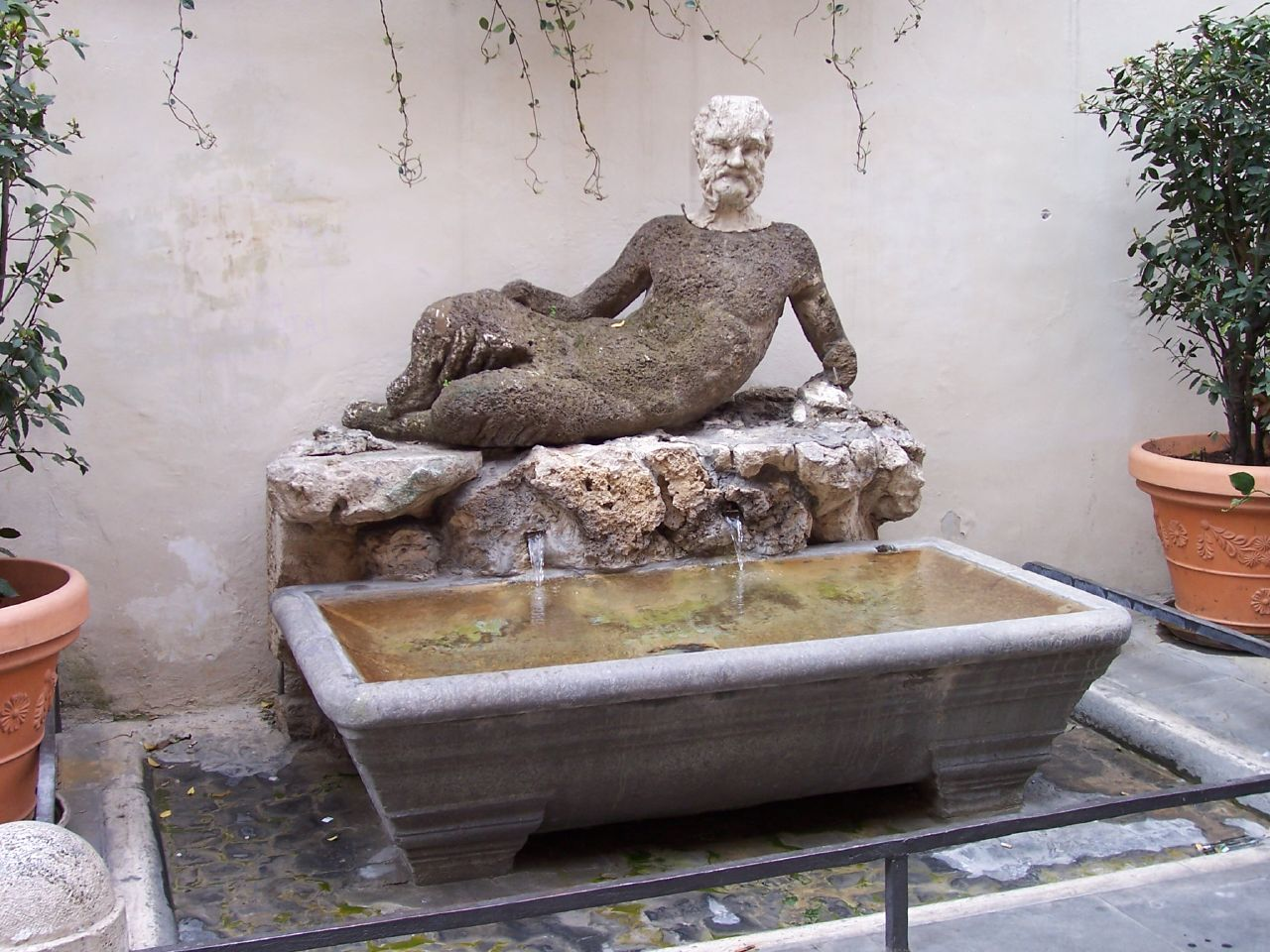
Фонтан «Іль Бабуїно», віа дель Бабуїно
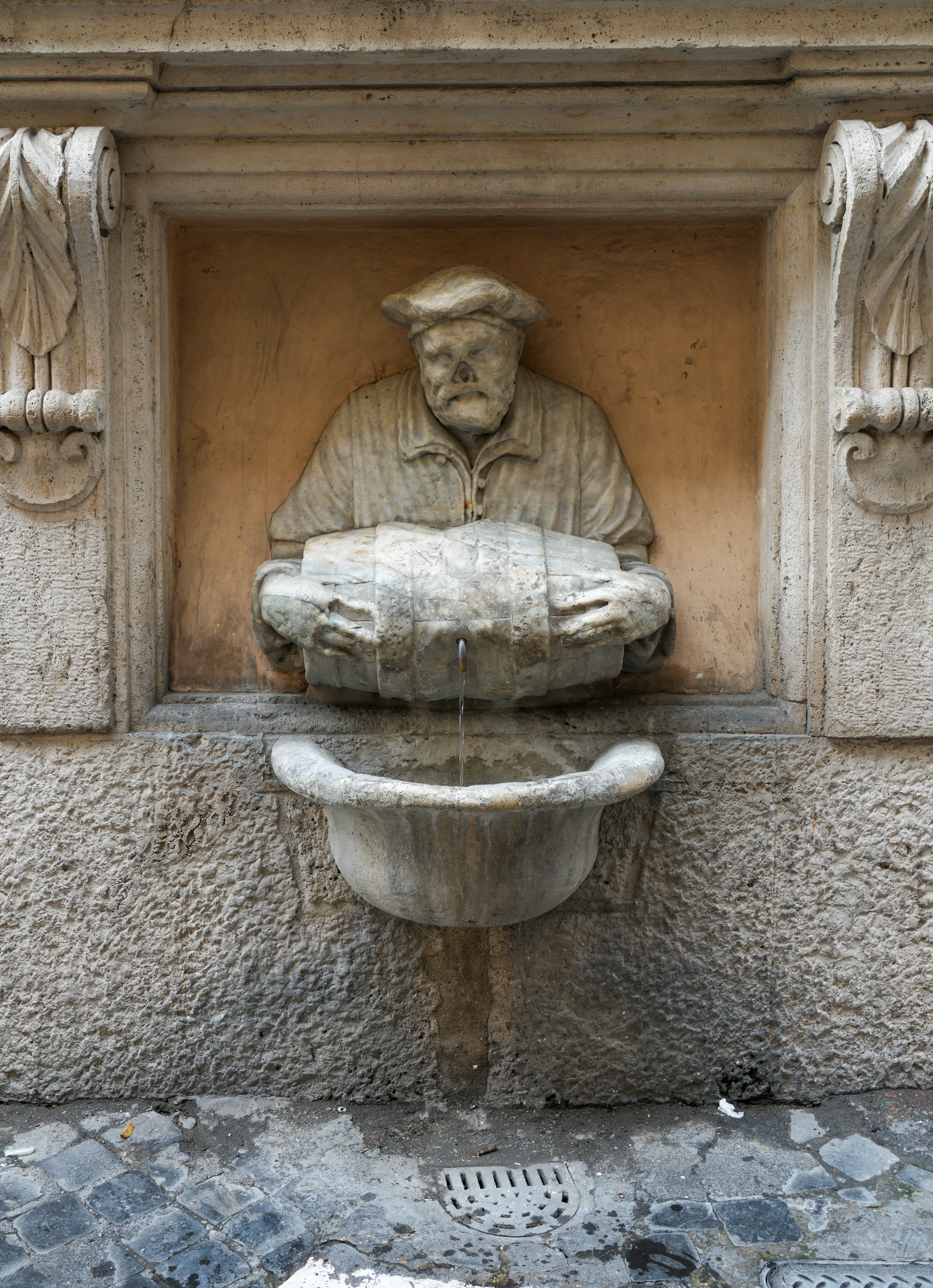
Фонтан «Іль Факкіно», кут віа Лата та віа дель Корсо.